# Eka Darville
Eka Darville, född 11 april 1989 i Cairns, Queensland, är en australisk skådespelare.
Darville har bland annat medverkat i TV-serierna Jessica Jones och Elefantprinsessan. Han har även medverkat i filmen Kingdom of the Planet of the Apes.

## Filmografi i urval
- 2008 – Blue Water High (TV-serie)
- 2011 – Elefantprinsessan (TV-serie)
- 2015–2019 – Jessica Jones (TV-serie)
- 2024 – Kingdom of the Planet of the Apes